# سیلم (مجموعه تلویزیونی)
سیلم (به انگلیسی: Salem) مجموعه تلویزیونی فراطبیعی ترسناک، درام و فانتزی تاریخی ساخته برانون براگا و آدام سیمون است. که در آوریل سال ۲۰۱۴ از شبکه دبلیو‌جی‌ان آمریکا پخش شد. سریال دربارهٔ تاریخ محاکمات جادوگران در شهر سیلم ایالت ماساچوست آمریکا است.
این مجموعه به‌عنوان نخستین سریال درام اصلی شبکه شناسانده شد. به‌عنوان اولین و پربیننده‌ترین سریال این شبکه، در تاریخ ۱۵ می ۲۰۱۴ برای فصل دوم تمدید شد. فصل سوم در تاریخ ۱۱ ژوئیه ۲۰۱۵ سفارش داده شد. و در تاریخ ۲ نوامبر ۲۰۱۶ پخش شد. در تاریخ ۱۳ دسامبر ۲۰۱۶ آگاهی‌رسانی شد که شبکه دبلیو‌جی‌ان آمریکا پس از سه فصل، این سریال را لغو کرده است و قسمت پایانی آن در ۲۵ ژانویه ۲۰۱۷ پخش شد.

## نمای کلی داستان
این مجموعه با بازی جانت مونتگومری در نقش مری سیبلی آغاز می‌شود. او یک جادوگر قدرتمند است که محاکمات جادوگری سیلم در ماساچوست را کنترل می‌کند. مری با دامن زدن به وحشت و هیستری در میان پیوریتن‌ها، نقشه‌ای را برای احضار شیطان برپا می‌دارد. مشکلات زمانی آغاز می‌شوند که جان آلدن (با بازی شین وست)، عشق دیرینه‌ی مری، به سیلم بازمی‌گردد و نقشه‌های او را پیچیده می‌کند. این مجموعه دارای درون‌مایه‌های برجسته‌ای از عاشقانه‌ی گوتیک است.

## بازیگران و شخصیت‌ها

### اصلی
| بازیگر         | شخصیت                      | فصل‌ها | فصل‌ها | فصل‌ها |
| بازیگر         | شخصیت                      | ۱     | ۲     | ۳     |
| -------------- | -------------------------- | ----- | ----- | ----- |
| جانت مانتگامری | ماری وال‌کوت/ماری سیبلی     | اصلی  | اصلی  | اصلی  |
| شین وست        | فرمانده جان آلدن           | اصلی  | اصلی  | اصلی  |
| سث گیبل        | کاتن ماتر                  | اصلی  | اصلی  | اصلی  |
| تامزین مرچانت  | آن هیل                     | اصلی  | اصلی  | اصلی  |
| اشلی مدکوی     | تی‌تابا                     | اصلی  | اصلی  | اصلی  |
| الیز ابرل      | مرسی لویس                  | اصلی  | اصلی  | اصلی  |
| ایو گلدبرگ     | اسحاق والتون               | اصلی  | اصلی  | اصلی  |
| زاندر برکلی    | شهردار، جان هیل            | اصلی  | مهمان |       |
| الیور بل       | جان /(سمائیل شیطان)        | مهمان | اصلی  | اصلی  |
| جوی دوی‌له      | بارون، سباستین فون ماربورگ |       | اصلی  | اصلی  |

### دوره‌ای
| بازیگر          | شخصیت                            | فصل       | فصل       | فصل       |
| بازیگر          | شخصیت                            | ۱         | ۲         | ۳         |
| --------------- | -------------------------------- | --------- | --------- | --------- |
| مایکل مولهرن    | جورج سیبلی                       | حضور دارد | حضور دارد |           |
| آژور پارسونز    | گلوریا‌نا امبری                   | حضور دارد |           | حضور دارد |
| سمی هنرتی       | دالی تراسک                       | حضور دارد | حضور دارد |           |
| استیون لانگ     | کشیش، این‌کریز مدر                | حضور دارد | مهمان     | مهمان     |
| لوسی لاولس      | کنتس، پلاتین اینگرید فون ماربورگ |           | حضور دارد | حضور دارد |
| استوارت تاونزند | پزشک، ساموئل وین‌رایت             |           | حضور دارد |           |
| ساموئل روکین    | نگهبان / بعل‌الذباب               |           |           | حضور دارد |
| مریلین منسون    | Thomas Dinley                    |           |           | حضور دارد |

## موسیقی
بیشتر موسیقی متن مجموعه سیلم توسط تایلر بیتس ساخته شده است. بیتس آهنگ (کاپید یک تفنگ حمل می‌کند "Cupid Carries a Gun")را که با مریلین منسون نوشته و توسط گروه او برای آلبوم(امپراتور رنگ پریده-The Pale Emperor)ضبط شده بود، به عنوان موسیقی تیتراژ آغازین سریال انتخاب کرد.

## مراجع
1. ↑  ""بار دیگر، آتش‌ها می‌سوزند و دیگ‌ها می‌جوشند". نیویورک تایمز (به انگلیسی). ۱۷ آوریل ۲۰۱۴.
2. ↑  "پیش‌نمایش مجموعه سیلم،شبکه دبلیو‌جی‌ان آمریکا را تماشا کنید". وبسایت واریه‌تی (به انگلیسی). ۱۹ دسامبر ۲۰۱۳.
3. ↑  ""سریال فراطبیعی اولین برای فصل دوم تمدید شد". وبسایت nexttv (به انگلیسی). ۶ می ۲۰۱۴. {{cite web}}: Check date values in: |تاریخ= (help)
4. ↑  ""کامیک کان: سریال 'Salem' برای فصل سوم تمدید شد."". هالیوود رپورتر (به انگلیسی). ۱۱ ژوئیه ۲۰۱۵. Retrieved 13 July 2015.
5. ↑  "خلاصه و توضیح پایان سریال Salem". وبسایت اسکرین رانت (به انگلیسی). ۲۳ سپتامبر ۲۰۲۳.
6. ↑  "فاش‌سازی فصل ۳ "سیلم": جادوگران جدید،  جورج سیبلی پنبه جدید نیست، جان آلدن تغییر کرد - آیا مری پسرش را خواهد کشت؟  افزون بر این، تونل ها مهم هستند". ۱۵ اوت ۲۰۱۶.